# Prix Médicis
Prix Médicis je francouzské literární ocenění. Je udělováno každoročně v listopadu, a to od roku 1958. Je udělováno vždy za konkrétní literární dílo. Hlavní cena je určena pro autory textů ve francouzštině. Roku 1970 přibylo ocenění pro autory textů, které nebyly primárně napsány ve francouzštině. Tato cena nese název Prix Médicis étranger. Podmínkou ocenění je, aby kniha vyšla ve francouzském překladu. Právě toto ocenění si vydobylo nejvyšší prestiž. Držitelem této ceny je i český spisovatel Milan Kundera, získal ji roku 1973 za román Život je jinde. V roce 1985 pak přibyla třetí kategorie, Prix Médicis essai. Toto ocenění je určeno pro autory nebeletristických textů (esej, úvaha, studie). Získal ho i český spisovatel Václav Jamek.

## Vítězové Prix Médicis
| Rok  | Autor                      | Dílo                                | Zdroj |
| ---- | -------------------------- | ----------------------------------- | ----- |
| 1958 | Claude Ollier              | La Mise en scène                    |       |
| 1959 | Claude Mauriac             | Le Dîner en ville                   |       |
| 1960 | Henri Thomas               | John Perkins suivi: d'un scrupule   |       |
| 1961 | Philippe Sollers           | Le Parc                             |       |
| 1962 | Colette Audryová           | Derrière la baignoire               |       |
| 1963 | Gérard Jarlot              | Un chat qui aboie                   |       |
| 1964 | Monique Wittigová          | L'Opoponax                          |       |
| 1965 | René-Victor Pilhes         | La Rhubarbe                         |       |
| 1966 | Marie-Claire Blaisová      | Une saison dans la vie d'Emmanuel   |       |
| 1967 | Claude Simon               | Histoire                            |       |
| 1968 | Elie Wiesel                | Le Mendiant de Jérusalem            |       |
| 1969 | Hélène Cixousová           | Dedans                              |       |
| 1970 | Camille Bourniquel         | Sélinonte ou la Chambre impériale   |       |
| 1971 | Pascal Lainé               | L'Irrévolution                      |       |
| 1972 | Maurice Clavel             | Le Tiers des étoiles                |       |
| 1973 | Tony Duvert                | Paysage de fantaisie                |       |
| 1974 | Dominique Fernandez        | Porporino ou les Mystères de Naples |       |
| 1975 | Jacques Almira             | Le Voyage à Naucratis               |       |
| 1976 | Marc Cholodenko            | Les États du désert                 |       |
| 1977 | Michel Butel               | L'Autre Amour                       |       |
| 1978 | Georges Perec              | La vie mode d'emploi                |       |
| 1979 | Claude Durand              | La Nuit zoologique                  |       |
| 1980 | Jean Lahougue              | Comptine des Height                 |       |
| 1981 | François-Olivier Rousseau  | L'Enfant d'Édouard                  |       |
| 1982 | Jean-François Josselin     | L'Enfer et Cie                      |       |
| 1983 | Jean Echenoz               | Cherokee                            |       |
| 1984 | Bernard-Henri Lévy         | Le Diable en tête                   |       |
| 1985 | Michel Braudeau            | Naissance d'une passion             |       |
| 1986 | Pierre Combescot           | Les Funérailles de la Sardine       |       |
| 1987 | Pierre Mertens             | Les Éblouissements                  |       |
| 1988 | Christiane Rochefortová    | La Porte du fond                    |       |
| 1989 | Serge Doubrovsky           | Le Livre brisé                      |       |
| 1990 | Jean-Noël Pancrazi         | Les Quartiers d'hiver               |       |
| 1991 | Yves Simon                 | La Dérive des sentiments            |       |
| 1992 | Michel Rio                 | Tlacuilo                            |       |
| 1993 | Emmanuèle Bernheimová      | Sa femme                            |       |
| 1994 | Yves Berger                | Immobile dans le courant du fleuve  |       |
| 1995 | Vassilis Alexakis          | La Langue maternelle                |       |
| 1995 | Andreï Makine              | Dreams of My Russian Summers        |       |
| 1996 | Jacqueline Harpmanová      | Orlanda                             |       |
| 1996 | Jean Rolin                 | L'Organisation                      |       |
| 1997 | Philippe Le Guillou        | Les Sept Noms du peintre            |       |
| 1998 | Homéric                    | Le Loup mongol                      |       |
| 1999 | Christian Oster            | Mon grand appartement               |       |
| 2000 | Yann Apperry               | Diabolus in musica                  |       |
| 2001 | Benoît Duteurtre           | Le Voyage en France                 |       |
| 2002 | Anne Françoise Garrétaová  | Pas un jour                         |       |
| 2003 | Hubert Mingarelli          | Quatre soldats                      |       |
| 2004 | Marie Nimierová            | La Reine du silence                 |       |
| 2005 | Jean-Phillippe Toussaint   | Fuir                                |       |
| 2006 | Sorj Chalandon             | La promesse                         |       |
| 2007 | Jean Hatzfeld              | La stratégie des antilopes          |       |
| 2008 | Jean-Marie Blas de Roblès  | Là où les tigres sont chez eux      |       |
| 2009 | Dany Laferrière            | L'énigme du retour                  |       |
| 2010 | Maylis de Kerangalová      | Naissance d'un pont                 |       |
| 2011 | Mathieu Lindon             | Ce qu'aimer veut dire               |       |
| 2012 | Emmanuelle Pireyreová      | Féerie générale                     |       |
| 2013 | Marie Darrieussecqová      | Il faut beaucoup aimer les hommes   |       |
| 2014 | Antoine Volodine           | Terminus radieux                    |       |
| 2015 | Nathalie Azoulaiová        | Titus n'aimait pas Bérénice         |       |
| 2016 | Ivan Jablonka              | Laetitia ou la fin des hommes       |       |
| 2017 | Yannick Haenel             | Tiens ferme ta couronne             |       |
| 2018 | Pierre Guyotat             | Idiotie                             |       |
| 2019 | Luc Lang                   | La Tentation                        |       |
| 2020 | Chloé Delaumeová           | Le Cœur synthétique                 |       |
| 2021 | Christine Angotová         | Le Voyage dans l'Est                |       |
| 2022 | Emmanuelle Bayamack-Tamová | La Treizième Heure                  |       |
| 2023 | Kevin Lambert              | Que notre joie demeure              |       |
| 2024 | Julia Decková              | Ann d'Angleterre                    |       |

## Vítězové Prix Médicis étranger
| Rok  | Autor                    | Dílo                                      | Země                  | Zdroj |
| ---- | ------------------------ | ----------------------------------------- | --------------------- | ----- |
| 1970 | Luigi Malerba            | Saut de la mort                           | Itálie                |       |
| 1971 | neuděleno                | neuděleno                                 | neuděleno             |       |
| 1972 | Severo Sarduy            | Cobra                                     | Kuba                  |       |
| 1973 | Milan Kundera            | Život je jinde                            | Československo        |       |
| 1974 | Julio Cortázar           | Libro de Manuel                           | Argentina             |       |
| 1975 | Steven Millhauser        | Edwin Mullhouse                           | Spojené státy         |       |
| 1976 | Doris Lessingová         | The Golden Notebook                       | Británie              |       |
| 1977 | Hector Bianciotti        | Le Traité des saisons                     | Argentina             |       |
| 1978 | Alexandr Zinovjev        | L'Avenir radieux                          | Sovětský svaz         |       |
| 1979 | Alejo Carpentier         | La harpe et l'ombre                       | Kuba                  |       |
| 1980 | André Brink              | A Dry White Season                        | Jihoafrická republika |       |
| 1981 | David Šahar              | Le Jour de la comtesse                    | Izrael                |       |
| 1982 | Umberto Eco              | Jméno růže                                | Itálie                |       |
| 1983 | Kenneth White            | La route bleue                            | Británie              |       |
| 1984 | Elsa Morante             | Aracoeli                                  | Itálie                |       |
| 1985 | Joseph Heller            | God Knows                                 | Spojené státy         |       |
| 1986 | John Hawkes              | Adventures in the Alaskan Skin Trade      | Spojené státy         |       |
| 1987 | Antonio Tabucchi         | Nocturne indien                           | Itálie                |       |
| 1988 | Thomas Bernhard          | Les Maîtres anciens                       | Rakousko              |       |
| 1989 | Álvaro Mutis             | La Neige de l'amiral                      | Kolumbie              |       |
| 1990 | Amitav Ghosh             | The Circle of Reason                      | Indie                 |       |
| 1991 | neuděleno                | neuděleno                                 | neuděleno             |       |
| 1992 | Louis Begley             | Wartime Lies                              | Spojené státy         |       |
| 1993 | Paul Auster              | Leviathan                                 | Spojené státy         |       |
| 1994 | Robert Schneider         | Frère Sommeil                             | Rakousko              |       |
| 1995 | Alessandro Baricco       | Châteaux de la colère                     | Itálie                |       |
| 1996 | Ljudmila Ulická          | Soněčka                                   | Rusko                 |       |
| 1996 | Michael Krüger           | Himmelfarb                                | Německo               |       |
| 1997 | Thomas Coraghessan Boyle | The Tortilla Curtain                      | Spojené státy         |       |
| 1998 | Jonathan Coe             | The House of Sleep                        | Británie              |       |
| 1999 | Björn Larsson            | Le capitaine et les rêves                 | Švédsko               |       |
| 2000 | Michael Ondaatje         | Anil's Ghost                              | Kanada                |       |
| 2001 | Antonio Skármeta         | La noce du poète                          | Chile                 |       |
| 2002 | Philip Roth              | The Human Stain                           | Spojené státy         |       |
| 2003 | Enrique Vila-Matas       | Le Mal de Montano                         | Španělsko             |       |
| 2004 | Aharon Appelfeld         | Histoire d'une vie                        | Izrael                |       |
| 2005 | Orhan Pamuk              | Sníh                                      | Turecko               |       |
| 2006 | Norman Manea             | Return of the Hooligan                    | Rumunsko              |       |
| 2007 | Daniel Mendelsohn        | The Lost: A Search for Six of Six Million | Spojené státy         |       |
| 2008 | Alain Claude Sulzer      | Un garçon parfait                         | Švýcarsko             |       |
| 2009 | Dave Eggers              | What Is the What                          | Spojené státy         |       |
| 2010 | David Vann               | Sukkwan Island                            | Spojené státy         |       |
| 2011 | David Grossman           | Une femme fuyant l'annonce                | Izrael                |       |
| 2012 | Avraham B. Jehošua       | Rétrospective                             | Izrael                |       |
| 2013 | Toine Heijmans           | Op zee                                    | Nizozemsko            |       |
| 2014 | Lily Brettová            | Lola Bensky                               | Austrálie             |       |
| 2015 | Hakan Günday             | Encore                                    | Turecko               |       |
| 2016 | Steve Sem-Sandberg       | Les Elus                                  | Švédsko               |       |
| 2017 | Paolo Cognetti           | Les huit montagnes                        | Itálie                |       |
| 2018 | Rachel Kushnerová        | The Mars Room                             | Spojené státy         |       |
| 2019 | Auður Ava Ólafsdóttirová | Miss Islande                              | Island                |       |
| 2020 | Antonio Muñoz Molina     | Un andar solitario entre la gente         | Španělsko             |       |
| 2021 | Jonas Hassen Khemiri     | La Clause paternelle                      | Švédsko               |       |
| 2022 | Andrej Kurkov            | Šedé včely                                | Ukrajina              |       |
| 2023 | Han Kang                 | Impossibles adieux                        | Jižní Korea           |       |
| 2023 | Lídia Jorgeová           | Misericordia                              | Portugalsko           |       |
| 2024 | Eduardo Halfon           | Tarentule                                 | Guatemala             |       |

## Vítězové Prix Médicis essai
| Rok  | Autor                                 | Dílo                                                   | Zdroj |
| ---- | ------------------------------------- | ------------------------------------------------------ | ----- |
| 1985 | Michel Serres                         | Les Cinq Sens                                          |       |
| 1986 | Julian Barnes                         | Le Perroquet de Flaubert                               |       |
| 1987 | Georges Borgeaud                      | Le Soleil sur Aubiac                                   |       |
| 1988 | neuděleno                             | neuděleno                                              |       |
| 1989 | Václav Jamek                          | Traité des courtes merveilles                          |       |
| 1990 | René Girard                           | Shakespeare: les feux de l'envie                       |       |
| 1991 | Alain Etchegoyen                      | La Valse des éthiques                                  |       |
| 1992 | Luc Ferry                             | Le Nouvel Ordre écologique                             |       |
| 1993 | Michel Onfray                         | La Sculpture de soi                                    |       |
| 1994 | Jérôme Garcin                         | Pour Jean Prévost                                      |       |
| 1995 | Pascal Bruckner                       | La tentation de l'innocence                            |       |
| 1996 | Viviane Forresterová                  | L'Horreur économique                                   |       |
| 1997 | Michel Winock                         | Siècle des intellectuels                               |       |
| 1998 | Alberto Manguel                       | Une histoire de la lecture                             |       |
| 1999 | Christine Jordisová                   | Gens de la Tamise et d'autres rivages                  |       |
| 2000 | Armelle Le Bras-Chopardová            | Le Zoo des philosophes                                 |       |
| 2001 | Edwy Plenel                           | Secrets de jeunesse                                    |       |
| 2002 | Daniel Desmarquest                    | Kafka et les jeunes filles                             |       |
| 2003 | Michel Schneider                      | Morts imaginaires                                      |       |
| 2004 | Diane de Margerieová                  | Aurore et George                                       |       |
| 2005 | Lydie Violetová a Marie Desplechinová | La Vie sauve                                           |       |
| 2006 | Jean-Bertrand Pontalis                | Frère du précédent                                     |       |
| 2007 | Joan Didionová                        | L'Année de la pensée magique                           |       |
| 2008 | Cécile Guilbertová                    | Warhol Spirit                                          |       |
| 2009 | Alain Ferry                           | Mémoire d'un fou d'Emma                                |       |
| 2010 | Michel Pastoureau                     | Les Couleurs de nos souvenirs                          |       |
| 2011 | Sylvain Tesson                        | Dans les forêts de Sibérie                             |       |
| 2012 | David Van Reybrouck                   | Congo: The Epic History of a People                    |       |
| 2013 | Světlana Alexijevičová                | La Fin de l'homme rouge ou le temps du désenchantement |       |
| 2014 | Frédéric Pajak                        | Manifeste incertain 3                                  |       |
| 2015 | Nicole Lapierreová                    | Sauve qui peut la vie                                  |       |
| 2016 | Jacques Henric                        | Boxe                                                   |       |
| 2017 | Shulem Deen                           | Celui qui va vers elle ne revient pas                  |       |
| 2018 | Stefano Massini                       | Les Frères Lehman                                      |       |
| 2019 | Bulle Ogierová a Anne Diatkineová     | J'ai oublié                                            |       |
| 2020 | Karl Ove Knausgård                    | Fin de combat                                          |       |
| 2021 | Jakuta Alikavazovicová                | Comme un ciel en nous                                  |       |
| 2022 | Georges Didi-Huberman                 | Le Témoin jusqu'au bout                                |       |
| 2023 | Laure Muratová                        | Proust, roman familial                                 |       |
| 2024 | Reiner Stach                          | Kafka (tome 3). Les années de jeunesse                 |       |